# Вилимони Деласау
Вилимони Деласау (енгл. Vilimoni Delsau; 12. јул 1977) бивши је фиџијански рагбиста. Играо је за рагби 7 репрезентацију Фиџија, за коју је постигао 85 есеја. За рагби 15 репрезентацију Фиџија дебитовао је против САД у тест мечу 2000. Током каријере играо је за Јамаху у Јапану, за Кантербери на Новом Зеланду, за Крусејдерсе и Хајлендерсе у најјачој лиги на свету. У Француској је играо за два велика клуба Клермон и Тулуз. Постигао је феноменалан есеј за Клермон у утакмици купа европских шампиона када је против Воспса, претрчао 90 метара и постигао есеј. Играо је на три светска првенства у рагбију 7 и на два светска првенства у рагбију 15. Укупно је постигао 11 есеја у 29 мечева за Фиџи. Престао је да игра рагби у фебруару 2012. 